# Saint-Martin-Boulogne
Saint-Martin-Boulogne (auch: Saint-Martin-lès-Boulogne, ndl.: "Sint-Maarten bij Bonen") ist eine französische Gemeinde mit 11.036 Einwohnern (Stand: 1. Januar 2022) im Département Pas-de-Calais in der Region Hauts-de-France. Sie gehört zum Arrondissement Boulogne-sur-Mer und zum Kanton Boulogne-sur-Mer-2. Die Einwohner nennen sich Saint-Martinois.

## Geographie
Nachbargemeinden von Baincthun sind Wimille im Norden, Pernes-lès-Boulogne im Nordosten, La Capelle-lès-Boulogne im Osten, Baicthun im Südosten, Echinghen im Süden, Saint-Léonard im Südwesten und Boulogne-sur-Mer im Westen und Nordwesten.
Die Quartiere bzw. Ortsteile der Gemeinde sind: Centre-ville (Stadtzentrum), Marlborough-Moka, Wicardenne, Mont Lambert, Ostrohove, Mont Joie und Inquétrie.
In der Gemeinde liegt der Mont Lambert, eine Erhebung von 189 Metern. Dies ist der höchste Punkt in der Boulonnais mit einem Funkturm.
Durch Saint-Martin-Boulogne führt die Autoroute A16.

## Bevölkerungsentwicklung
| Jahr      | 1962   | 1968   | 1975   | 1982   | 1990   | 1999   | 2006   | 2011   |
| Einwohner | 10.888 | 12.032 | 12.341 | 11.271 | 11.054 | 11.499 | 11.449 | 11.117 |

## Sehenswürdigkeiten

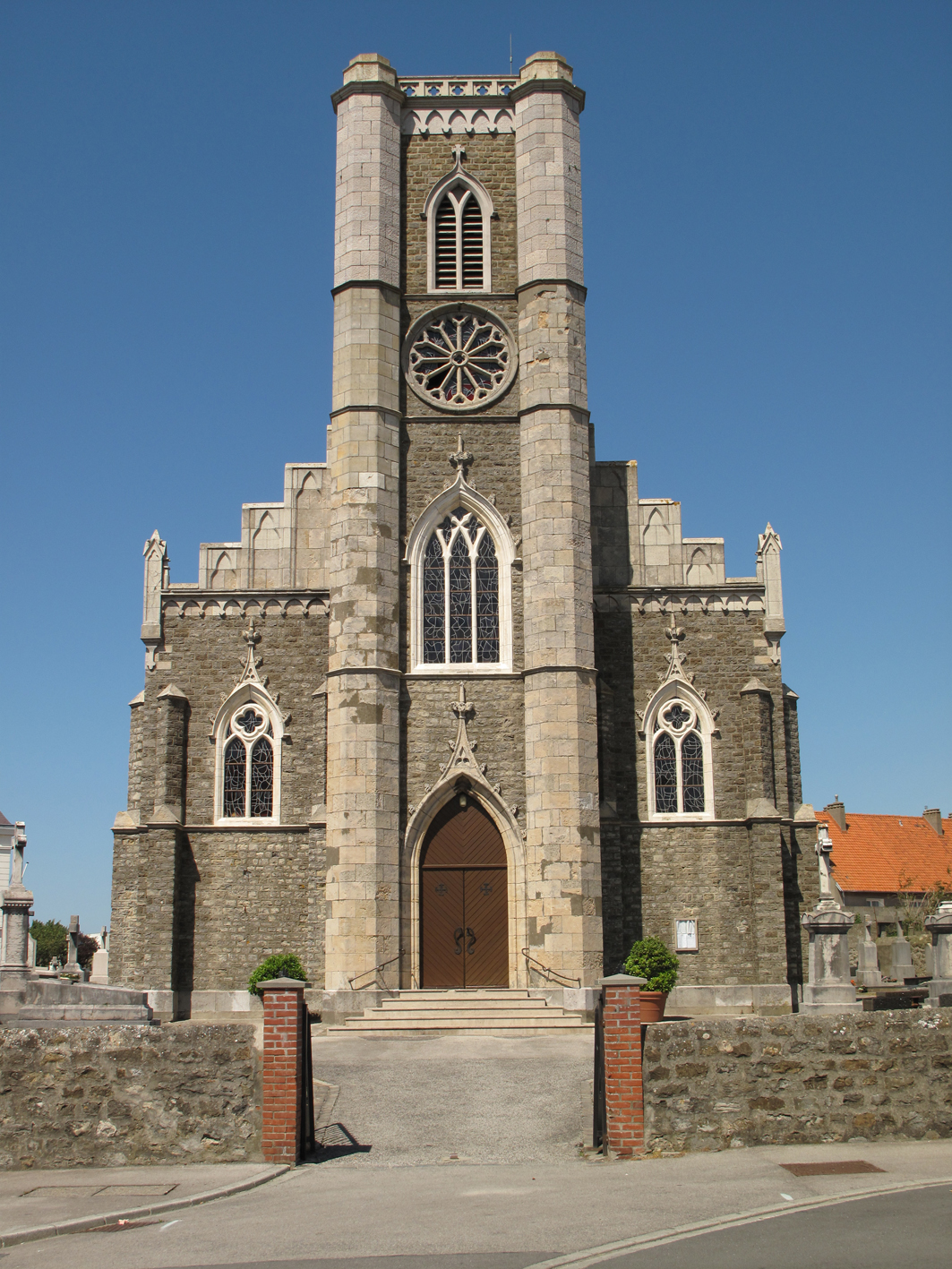
Kirche Saint-Martin

- Kirche Saint-Martin
- Kapelle von Mont-Lambert
- Château du Denacre
- Ferme de Bedouâtre
- Ferme du Moulin-l’Abbé Ancienne

## Persönlichkeiten
- René Dély (1888–1935), Autorennfahrer
- Joël Stein (1926–2012), Grafiker
- Térence Atmane (* 2002), Tennisspieler